# Sandy Stuvik
Sandy Stuvik (Phuket, 1995. április 11. –) thai autóversenyző.

## Pályafutása

### Gokart
Sandy Stuvik 1995. április 11-én született Phuket városában, Thaiföldön egy norvég apától és egy thai anyától. 2002-ben kezdett gokartozni a helyi bajnokságban. 2008-ra továbbjutott a Rotax Max Junior kategóriába és továbbra is otthon versenyzett.

### Formula Renault
2010-ben váltott együléses formulaautózásra, először az ázsiai Formula Renault szériában indult az Asia Racing Team alkalmazásában. A szezon minden egyes versenyén dobogóra állt, ebből négy győzelmet szerzett és nagy fölénnyel megszerezte a bajnoki címet, ezenkívül a sorozat külön téli kiírását is megnyerte.
2011-ben Európába költözött és a Formula Renault 2.0-ás géposztályban állt rajthoz a KEO Racing-nél. Legjobb eredménye egy 11. pozíció volt a debütáló versenyéről, Aragóniából. Az Észak-európai kupában is ott volt két fordulóban. A rá következő évben kizárólag erre a bajnokságra koncentrált, melyben 140 egységet gyűjtve a 14. pozícióban értékelték az összetett év végi pontversenyben.

### Euroformula Open
2013-ra átigazolt a Formula–3 Open-be az RP Motorsport-hoz. Minden futamon a legjobb öt között ért célba és az utolsó versenyekig küzdött Ed Jonessal a végső sikerült, melyet elveszített az elvett pontok miatt. 2014-ben is maradt a közben Euroformula Open-re átkeresztelt szériában továbbra is az RP Motorsport-nál. Abszolút fölénnyel, egy fordulóval a vége előtt már bebiztosította a bajnoki címet a lengyel Artur Janosz és a spanyol Álex Palou előtt.

### GP3
2015 márciusában bejelentésre került, hogy a Formula–1 második számú utánpótlásában, a GP3-ban szereplő Status Grand Prix szerződtette. Csupán két alkalommal szerzett pontot. Egy évvel később az élcsapatnak számító Trident gárdája adott neki ülést. Csapattársa közül Giuliano Alesi-t és Artur Janosz-t utasította maga mögé a pontversenyben, de így is csak a 18. lett 9 ponttal. Legjobb eredménye egy 7. hely volt a silverstone-i első versenyről a büntetések és hátrasorolások után.

### Sportautózás
2017-re elhagyta Európát és visszatért hazájába a GT Ázsiába, ahol a Lamborghini partner, olasz Vincenzo Sospiri Racing igazolta le. Ő egyedül végigvitte a szezont a 66-os rajtszámú autóban, miközben sok csapattárs megfordult mellette, mint például Martin Kodrić, Nicolas Costa, Nemoto Júki és Christopher Dreyspring is. A Silver, vagyis az ezüst licenszes pilóták között a 7. lett. 2018-ban a Porschékkal résztvevő Craft-Bamboo Racing alkalmazta és stabil pontjainak köszönhetően újból a 7. lett Shae Davies mellett.
2019 óta inkább kisebb GT-bajnokságok résztvevője, főleg a Thai Super Series-ben van jelen. 2020 márciusában az Audi ázsiai sportrészlegének (Audi Sport Asia) gyári versenyzője lett. 2022-re visszatért az újragondolt és két év kihagyás után folytatódó GT Ázsiába néhány fordulóra.

## Eredmények

### Karrier összefoglaló
| Szezon | Bajnokság                              | Csapat                                                | Verseny | Győzelem | Pole | Leggyorsabb kör | Dobogós helyezés | Pont | Helyezés |
| ------ | -------------------------------------- | ----------------------------------------------------- | ------- | -------- | ---- | --------------- | ---------------- | ---- | -------- |
| 2010   | Ázsiai Formula Renault                 | Asia Racing Team                                      | 12      | 4        | 2    | 4               | 12               | 286  | 1.       |
| 2010   | Ázsiai Formula Renault – téli          | Asia Racing Team                                      | 2       | 1        | 2    | 2               | 0                | 50   | 1.       |
| 2011   | Formula Renault 2.0 Európa-kupa        | KEO Racing                                            | 8       | 0        | 0    | 0               | 0                | 0    | 28.      |
| 2011   | Formula Renault 2.0 Európa-kupa        | Interwetten.com Racing Team                           | 6       | 0        | 0    | 0               | 0                | 0    | 28.      |
| 2011   | Formula Renault 2.0 NEC                | KEO Racing                                            | 5       | 0        | 0    | 0               | 0                | 39   | 27.      |
| 2012   | Formula Renault 2.0 NEC                | Interwetten.com Racing Team                           | 20      | 0        | 0    | 0               | 0                | 140  | 14.      |
| 2013   | Formula–3 Open                         | RP Motorsport                                         | 16      | 3        | 3    | 3               | 10               | 247  | 2.       |
| 2014   | Euroformula Open                       | RP Motorsport                                         | 16      | 11       | 10   | 5               | 12               | 332  | 1.       |
| 2014   | Spanyol Formula–3-as bajnokság         | RP Motorsport                                         | 6       | 4        | 4    | 2               | 4                | 118  | 1.       |
| 2015   | GP3                                    | Status Grand Prix                                     | 18      | 0        | 0    | 0               | 0                | 7    | 17.      |
| 2016   | GP3                                    | Trident                                               | 18      | 0        | 0    | 0               | 0                | 9    | 18.      |
| 2017   | GT Ázsia                               | Vincenzo Sospiri Racing                               | 11      | 0        | 2    | 0               | 1                | 67   | 6.       |
| 2018   | GT Ázsia                               | Craft-Bamboo Racing                                   | 12      | 0        | 0    | 0               | 1                | 43   | 16.      |
| 2018   | Délkelet Ázsiai Formula–4-es bajnokság | Meritus.GP                                            | 6       | 0        | 0    | 0               | 0                | 4    | 22.      |
| 2022   | GT Ázsia                               | The Bend Motorsport Park Audi Sport Asia Team X Works | 0       | 0        | 0    | 0               | 0                | 0*   | –*       |

* A szezon jelenleg is zajlik.

### Teljes GP3-as eredménylistája
(Táblázat értelmezése)

(Félkövér: pole-pozícióból indult; dőlt: leggyorsabb kört futott) 

| Év   | Csapat            | 1          | 2          | 3          | 4          | 5          | 6          | 7          | 8          | 9          | 10         | 11         | 12          | 13         | 14         | 15         | 16         | 17         | 18         | Helyezés | Pont |
| ---- | ----------------- | ---------- | ---------- | ---------- | ---------- | ---------- | ---------- | ---------- | ---------- | ---------- | ---------- | ---------- | ----------- | ---------- | ---------- | ---------- | ---------- | ---------- | ---------- | -------- | ---- |
| 2015 | Status Grand Prix | ESP FEA 18 | ESP SPR 17 | AUT FEA 7  | AUT SPR Ki | GBR FEA 20 | GBR SPR 20 | HUN FEA 22 | HUN SPR 14 | BEL FEA Ki | BEL SPR 17 | ITA FEA 11 | ITA SPR 8   | RUS FEA 16 | RUS SPR 17 | BHR FEA 13 | BHR SPR Ki | ABU FEA 17 | ABU SPR 16 | 17.      | 7    |
| 2016 | Trident           | ESP FEA 18 | ESP SPR 15 | AUT FEA 10 | AUT SPR 8  | GBR FEA 7  | GBR SPR 10 | HUN FEA 18 | HUN SPR 18 | GER FEA Ki | GER SPR 12 | BEL FEA Ki | BEL SPR 17† | ITA FEA 12 | ITA SPR 15 | MAL FEA    | MAL SPR 20 | ABU FEA 15 | ABU SPR 18 | 18.      | 19   |

† A versenyt nem fejezte be, de helyezését értékelték, mert a versenytáv több, mint 90%-át teljesítette.

### Teljes GT Ázsia eredménylistája
| Év   | Csapat                       | Osztály      | 1        | 2        | 3        | 4        | 5       | 6       | 7        | 8        | 9       | 10      | 11       | 12       | Helyezés | Pont |
| ---- | ---------------------------- | ------------ | -------- | -------- | -------- | -------- | ------- | ------- | -------- | -------- | ------- | ------- | -------- | -------- | -------- | ---- |
| 2017 | Vincenzo Sospiri Racing      | GT3 - Silver | SEP 1 8  | SEP 2 16 | CHA 1 Ki | CHA 2 Ni | SUZ 1 8 | SUZ 2   | FUJ 1 4  | FUJ 2 24 | SHA 1 4 | SHA 2 8 | ZHE 1 10 | ZHE 2 5  | 7.       | 112  |
| 2018 | Craft-Bamboo Racing          | GT3 - Silver | SEP 1 10 | SEP 2 12 | CHA 1 11 | CHA 2 8  | SUZ 1 2 | SUZ 2 5 | FUJ 1 Ki | FUJ 2 8  | SHA 1 9 | SHA 2 8 | NIN 1 Ki | NIN 2 Ki | 7.       | 90   |
| 2022 | The Bend Motorsport Park     | GT3 - Pro-Am | SEP 1 7  | SEP 2 6  |          |          |         |         |          |          |         |         |          |          | 14.*     | 16*  |
| 2022 | Audi Sport Asia Team X Works | GT3 - Pro-Am |          |          | SUZ 1 7  | SUZ 2 10 | FUJ 1   | FUJ 2   | SUG 1    | SUG 2    | OKA 1   | OKA 2   |          |          | 14.*     | 16*  |

* A szezon jelenleg is zajlik.